# Bir Nabala
Bir Nabala, en arabe : بير نبالا, est une enclave palestinienne et une municipalité du gouvernorat de Jérusalem en Palestine. Elle est située à huit kilomètres au nord-est de Jérusalem.
Selon le recensement du bureau central palestinien des statistiques, la localité compte une population de 6 004 habitants en 2017.